# 12. ceremonia wręczenia Węży
12. ceremonia rozdania Węży – gala rozdania antynagród filmowych przyznawanych najgorszym polskim filmom za rok 2022. Nominacje do nagród zaprezentowano 17 marca 2023 roku, z kolei ogłoszenie wyników odbyło się 15 kwietnia tego samego roku.
Najwięcej statuetek (siedem) otrzymał autobiograficzny film Niewidzialna wojna w reżyserii Patryka Vegi.

## Laureaci i nominowani[2]

### Wielki Wąż – najgorszy film roku
- Niewidzialna wojna („za brak umiejętności w opowiadaniu nawet o samym sobie”)
  - 365 dni: Ten dzień / Kolejne 365 dni („za filmową traumę, w której drugi i trzeci raz okazują się być jeszcze gorsze niż pierwszy”)
  - Gdzie diabeł nie może, tam baby pośle („za przaśno-infantylne podejście do historii najnowszej, w której fryzury bohaterek są bardziej wyraziste niż fabuła”)
  - Gierek („za filmowopodobny wyrób propagandowy i samozachwyt jego autorów”)
  - Jak pokochałam gangstera („za pozbawiony akcji i napięcia gangsterski dramat, którego bohater próbuje zagadać nas na śmierć”)
  - Koniec świata, czyli kogel-mogel 4 („za próbę wyciśnięcia ostatnich kropel nostalgii do filmów, które polubiliśmy przed dekadami”)
  - Miłość, seks & pandemia („za banalną fabułę i udawanie, że chodzi tu o coś więcej niż wpływy ze sprzedaży biletów”)
  - Plan lekcji („za to, że nawet odkalkowanie prostej sensacyjnej fabuły okazało się tu zbyt dużym wysiłkiem”)
  - Powołany („za amatorską, nadętą próbę ewangelizacji, która niezamierzenie bawi”)
  - Zołza („za udawany dystans i absolutny brak emocji u odbiorcy. I nieznajomość znaczenia słowa «autobiografia»”)

### Najgorsza reżyseria
- Patryk Vega – Niewidzialna wojna
  - Barbara Białowąs, Tomasz Mandes – 365 dni: Ten dzień / Kolejne 365 dni
  - Heathcliff Janusz Iwanowski – Gdzie diabeł nie może, tam baby pośle
  - Daniel Markowicz – Plan lekcji
  - Patryk Vega – Miłość, seks & pandemia
  - Michał Węgrzyn – Gierek

### Najgorszy scenariusz
- Patryk Vega – Niewidzialna wojna
  - Duch Święty[a] – Powołany
  - Michał Kalicki, Krzysztof Tyszowiecki – Gierek
  - Blanka Lipińska, Tomasz Mandes, Mojca Tirš – 365 dni: Ten dzień / Kolejne 365 dni
  - Olaf Olszewski, Patryk Vega – Miłość, seks & pandemia

### Najgorszy sequel, prequel bądź ta sama historia
- 365 dni: Ten dzień
  - 8 rzeczy, których nie wiecie o facetach
  - Kolejne 365 dni
  - Koniec świata, czyli kogel-mogel 4
  - Mój dług

### Najgorsza rola męska
- Rafał Zawierucha – Niewidzialna wojna
  - Sebastian Dela – Miłość, seks & pandemia
  - Michał Koterski – Gierek
  - Michał Koterski – Krime story. Love story
  - Antoni Pawlicki – Gierek

### Najgorsza rola żeńska
- Anna-Maria Sieklucka – 365 dni: Ten dzień / Kolejne 365 dni
  - Małgorzata Kożuchowska – Gdzie diabeł nie może, tam baby pośle
  - Małgorzata Kożuchowska – Gierek
  - Małgorzata Kożuchowska – Zołza
  - Anna Mucha – Niewidzialna wojna

### Najgorszy duet na ekranie
- 365 dni: Ten dzień i Kolejne 365 dni
  - Michał Koterski i Małgorzata Kożuchowska – Gierek
  - Anna Mucha i Rafał Zawierucha – Niewidzialna wojna
  - Antoni Pawlicki i Sebastian Stankiewicz – Gierek
  - Patryk Vega i Bóg – Niewidzialna wojna

### Występ poniżej talentu
- Cezary Żak – Gierek
  - Piotr Cyrwus – Kryptonim Polska
  - Krystyna Janda – Jak pokochałam gangstera
  - Andrzej Seweryn – Każdy wie lepiej
  - Cezary Żak – Krime Story. Love Story
  - Artur Żmijewski – Zołza

### Najgorsza rolaRafała Zawieruchy
- Patryk Vega (Hubert Zyśk) – Niewidzialna wojna[b]
  - Stefan Idziołek – Plan lekcji
  - Łukasz „Krupnik” Krupiński – Miłość na pierwszą stronę
  - Karol Lis – Gdzie diabeł nie może, tam baby pośle
  - premier Filip Rawicki – Gierek

### Żenująca scena
- Vega który dla Jezusa odmawia seksu oralnego – Niewidzialna wojna
  - Finałowe rozstrzygnięcie w ruinach pałacu, pojedynek braci – 365 dni: Ten dzień
  - Gra w golfa – 365 dni: Ten dzień
  - Jaruzelski ciągnący za włosy sekretarkę Gierka – Gierek
  - Przesłuchanie do filmówki – Niewidzialna wojna

### Efekty specjalnej troski
- Przemiana Vegi w grubego i z powrotem – Niewidzialna wojna
  - Czołówka – Nie cudzołóż i nie kradnij
  - Wykorzystanie fragmentów filmów Kubricka, Lucasa, Wachowskich na prawach cytatu – Niewidzialna wojna
  - Wypadek samochodowy – Niewidzialna wojna
  - Zombie – Apokawixa

### Najgorszy teledysk okołofilmowy
- Kubańczyk, Ewelina Lisowska, DJ Slavic – „Wartości” – Miłość, seks & pandemia
  - Andrzej Piaseczny – „Ania” – Ania
  - Natalia Lesz – „Gdybyśmy” – Gierek
  - Maria Sadowska – „Jestem tylko dziewczyną” – Miłość na pierwszą stronę
  - Kacper HTA – „Puta Madre” – Krime Story. Love Story

### Najgorszy plakat
- Apokawixa (producenci Anna Wiśniewska-Gill, Krzysztof Terej; dystr. Next Film)
  - Gdzie diabeł nie może, tam baby pośle (producenci Jolanta Owczarek, Heathcliff Janusz Iwanowski; dystr. M2 Films)
  - Krime Story. Love Story (producenci Jolanta Owczarek, Heathcliff Janusz Iwanowski; dystr. Mówi Serwis)
  - Miłość, seks & pandemia (producent Patryk Vega; dystr. Kino Świat)
  - Za duży na bajki (producent Mikołaj Pokromski; dystr. Next Film)

### Najgorszy przekład tytułu zagranicznego
- Biegacz, dziwka, Arab, mąż – Viens, je t'emmène / Nobody's Hero (Aurora Films)
  - Greckie wakacje – Good Life (Best Film)
  - Wielki zielony krokodyl domowy – Lyle, Lyle Crocodile (UIP)
  - Król internetu – Mainstream (Kino Świat)
  - Jak zostałem samurajem – Paws of Fury: The Legend of Hank (Monolith Films)

## Podsumowanie liczby nominacji
(Minimum dwóch nominacji)
13: Niewidzialna wojna
12: Gierek
8: 365 dni: Ten dzień
6: Kolejne 365 dni, Miłość, seks & pandemia
5: Gdzie diabeł nie może, tam baby pośle
4: Krime Story. Love Story
3: Plan lekcji, Zołza
2: Apokawixa, Jak pokochałam gangstera, Koniec świata, czyli kogel-mogel 4, Miłość na pierwszą stronę, Powołany

## Podsumowanie liczby nagród
(Minimum dwóch statuetek)
7: Niewidzialna wojna
3: 365 dni: Ten dzień
2: Kolejne 365 dni